# 백운호수중학교
백운호수중학교는 경기도 의왕시에 개교 예정인 공립 중학교이다.

## 학교 연혁
- 2026년 3월 1일 : 개교 예정